# اندیس چینگ کلاغ
چینگ کلاغ یک اندیس غیرفلزی است که در حوالی شهر مشهد استان خراسان قرار دارد و مادهٔ معدنی موجود در آن، میکا است.  